# Іван III (папа)
Іван III  (лат. Ioannes; ? — 7 липня 574) — шістдесят перший папа Римський (17 липня 561—7 липня 574), походив із багатої римської сім'ї, його батько звався Анастасій.
Про Івана III відомо мало, попри тривалий час його понтифікату. Вважається, що документи про його правління були знищені під час нападів лангобардів, які відбувались тоді.
Отримав від візантійського імператора Юстина II церковну реліквію — частку Животворного Хреста, яка була покладено до коштовного хреста (відомого як хрест Юстина II або Ватиканський хрест).